# Central Hidroelétrica de Caculo Cabaça
A Central Hidroelétrica de Caculo Cabaça é uma central hidrelétrica em construção no rio Cuanza, entre as províncias de Cuanza Norte e Cuanza Sul.
A instalação tem previsão de ser concluída em 2024 e de gerar 2.172 megawatts.
Sua base de operações está na vila de Dumbo, no município de Cambambe, no Cuanza Norte. Seu lago também banhará terras do município do Libolo, no Cuanza Sul.
O nome "Caculo Cabaça" tanto faz referência às Quedas de Caculo Cabaça, como homenageia a histórica capital do antigo reino do Dongo (a atual vila de Caculo Cabaça está a cerca de 130 km ao norte).

## História
A construção desta central elétrica iniciou-se em agosto de 2017 com a contratação da empreiteira China Gezhouba Group Company Limited, com financiamento parcial do Banco Industrial e Comercial da China (ICBC). A capacidade de geração prevista em Caculo Cabaça é de 2.172 megawatts, para utilização em Angola e para exportação para os países do Southern African Power Pool — uma cooperação das empresas nacionais de electricidade na África Austral. A empreiteira Gezhouba Group será a concessionária, operará e manterá a usina por pelo menos quatro anos após o comissionamento comercial. Durante esses quatro anos, a China Gezhouba vai formar técnicos angolanos na gestão da central. Após tal período a hidroelétrica poderá ser repassada para a Empresa Pública de Produção de Electricidade (PRODEL-EP).
A barragem principal terá 103 metros de altura, com largura de crista de 553 metros, criando um lago reservatório que mede 16,3 quilômetros de comprimento, com uma área de superfície de 16,6 quilômetros quadrados.